# Gézier-et-Fontenelay
Gézier-et-Fontenelay ist eine Gemeinde im französischen Département Haute-Saône in der Region Bourgogne-Franche-Comté.

## Geographie
Gézier-et-Fontenelay liegt auf einer Höhe von 250 m über dem Meeresspiegel, etwa 16 Kilometer nordwestlich der Stadt Besançon (Luftlinie). Die Doppelgemeinde erstreckt sich im Süden des Départements, nördlich des Tals des Ognon in einer Mulde am Südostfuß der Monts de Gy.
Die Fläche des 12,10 km² großen Gemeindegebiets umfasst einen Abschnitt der gewellten Landschaft zwischen den Flusstälern von Ognon im Süden und Saône im Nordwesten. Der zentrale Teil des Gebietes wird von der Mulde von Gézier eingenommen, die sich nach Süden zu einem Plateau öffnet. Dieses liegt durchschnittlich auf 250 m und ist leicht zum Tal des Ognon hin geneigt. Es wird überwiegend landwirtschaftlich genutzt. Nach Norden steigt das Gelände an zu den Höhen der Monts de Gy mit dem Grand Bois de Gézier (353 m). Weiter nach Nordwesten erstreckt sich das Gemeindeareal in die Talweitung von Fontenelay, die vom Ruisseau de Poussot nach Süden zum Ognon entwässert wird. Auf der angrenzenden Hochfläche der Monts de Gy wird mit 367 m die höchste Erhebung von Gézier-et-Fontenelay erreicht. Während das Plateau aus tertiären Sedimenten besteht, sind die Monts de Gy aus einer Wechsellagerung von sandig-mergeligen und kalkigen Schichten der Jurazeit aufgebaut.
Die Doppelgemeinde besteht aus dem Dorf Gézier (250 m) am Südrand des Grand Bois de Gézier und dem Weiler Fontenelay (270 m) in einer Talweitung des Ruisseau de Poussot inmitten der Monts de Gy. Nachbargemeinden von Gézier-et-Fontenelay sind Gy, Bucey-lès-Gy und Montboillon im Norden, Étuz im Osten, Chambornay-lès-Pin und Vregille im Süden sowie Pin und Autoreille im Westen.

## Geschichte
Erstmals urkundlich erwähnt wird Gézier im 12. Jahrhundert. Der Ortsname ist vermutlich keltischen Ursprungs und bedeutet so viel wie waldreiche Gegend. Im Mittelalter gehörte das Dorf zur Freigrafschaft Burgund und darin zum Gebiet des Bailliage d’Amont. Die lokale Herrschaft hatten seit Beginn des 14. Jahrhunderts die Herren von Oiselay inne. Fontenelay, früher Fontelenay, wird bereits im Jahr 1137 erstmals erwähnt. Es bildete eine Grangie des Klosters Acey. Zusammen mit der Franche-Comté gelangten Gézier und Fontenelay mit dem Frieden von Nimwegen 1678 definitiv an Frankreich. Im Jahr 1824 fusionierte Gézier mit dem vorher selbständigen Fontelenay (1821: 32 Einwohner) zur Doppelgemeinde und trug danach den Namen Gezier-et-Fontelenay. Erst 1992 wurde die Gemeinde in Gézier-et-Fontenelay umbenannt. Seit 2002 ist Gézier-et-Fontenelay Mitglied des 15 Ortschaften umfassenden Gemeindeverbandes Communauté de communes de la Vallée de l’Ognon.

## Sehenswürdigkeiten

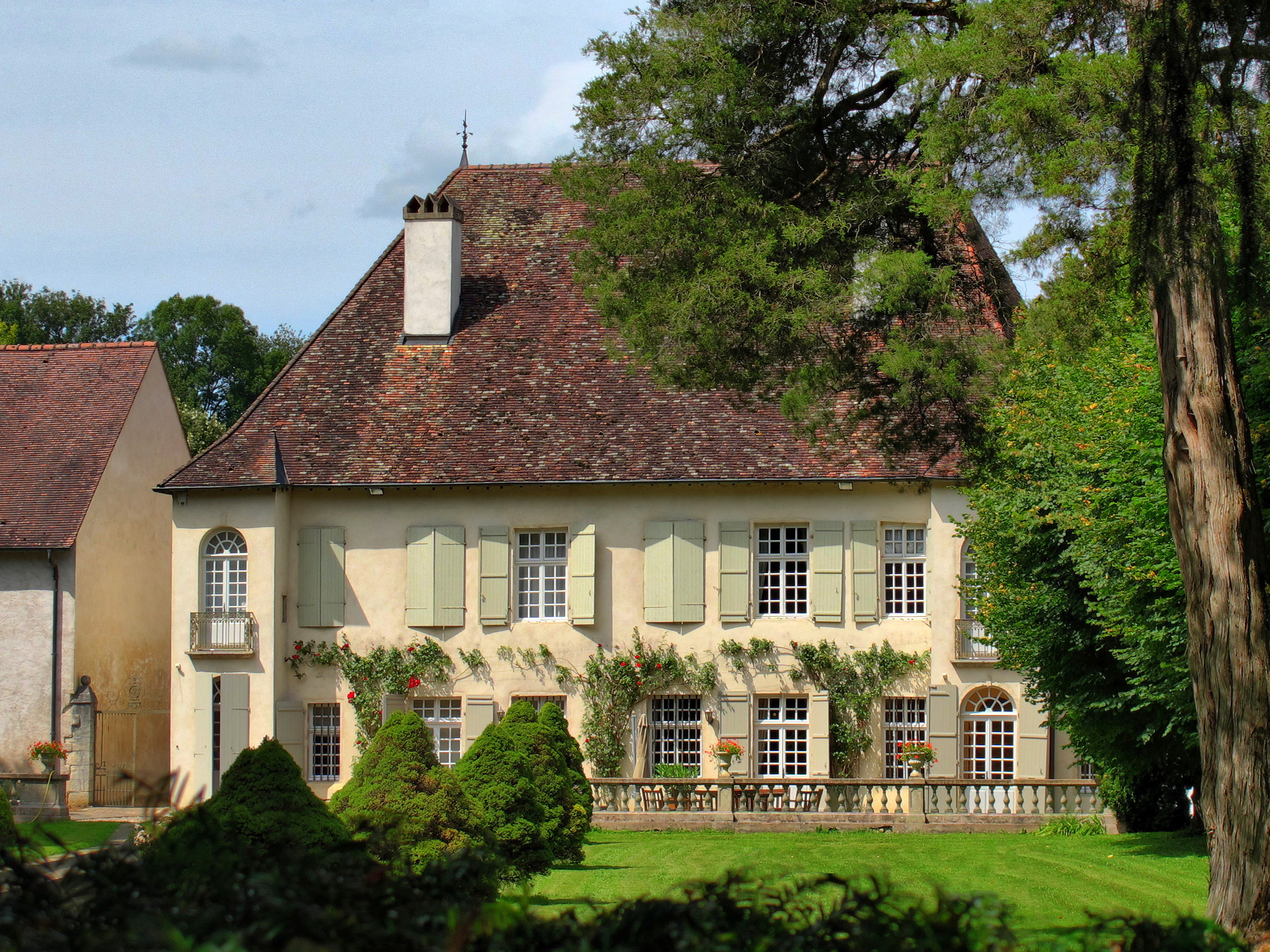
Schloss

Die Kirche von Gézier geht ursprünglich auf einen Bau aus dem 12. Jahrhundert zurück. Nach einem Großbrand wurde sie 1836 neu erbaut. Sie beherbergt eine reiche Ausstattung, darunter Altäre aus dem 18. Jahrhundert, Statuetten und Grabplatten.
Aus dem späten 17. Jahrhundert stammt das Château de Gézier, das auf den Grundmauern eines Herrschaftssitzes des 12. Jahrhunderts errichtet wurde. Aus dem 19. Jahrhundert sind drei Brunnen erhalten, wobei das Lavoir mit dem Gemeindehaus (Mairie) zu den Sehenswürdigkeiten zählt. In Fontenelay befinden sich die Ruinen der Grangie des Klosters Acey.

## Bevölkerung
| Jahr                       | 1962 | 1968 | 1975 | 1982 | 1990 | 1999 |
| Einwohner                  | 115  | 113  | 124  | 117  | 119  | 142  |
| Quellen: Cassini und INSEE |      |      |      |      |      |      |

Mit 217 Einwohnern (1. Januar 2022) gehört Gézier-et-Fontenelay zu den kleinen Gemeinden des Département Haute-Saône. Nachdem die Einwohnerzahl in der ersten Hälfte des 20. Jahrhunderts deutlich abgenommen hatte (1891 wurden noch 328 Personen gezählt), wurde seit Beginn der 1990er Jahre wieder ein leichtes Bevölkerungswachstum verzeichnet.

## Wirtschaft und Infrastruktur
Gézier-et-Fontenelay war bis weit ins 20. Jahrhundert hinein ein vorwiegend durch die Landwirtschaft (Ackerbau, Obstbau und Viehzucht) und die Forstwirtschaft geprägtes Dorf. Heute gibt es einige Betriebe des lokalen Kleingewerbes. In den letzten Jahrzehnten hat sich das Dorf zu einer Wohngemeinde gewandelt. Viele Erwerbstätige sind deshalb Wegpendler, die in den größeren Ortschaften der Umgebung und in der Agglomeration Besançon ihrer Arbeit nachgehen.
Die Ortschaft liegt abseits der größeren Durchgangsachsen an einer Departementsstraße, die von Étuz nach Gy führt. Der nächste Anschluss an die Autobahn A36 befindet sich in einer Entfernung von ungefähr 15 km. Weitere Straßenverbindungen bestehen mit Montboillon und Pin.